# Mr. Queen
Mr. Queen (Hangul: 철인왕후; Hanja: 哲仁王后; RR: Cheorinwanghu) és una sèrie de televisió sud-coreana del 2020-2021. Dirigida per Yoon Sung-sik, és protagonitzada per Shin Hye-sun i Kim Jung-hyun com a reina i rei de la dinastia Joseon. Basat en el drama web original xinès Go Princess Go, el drama tracta d’un home anomenat Jang Bong-hwan de l'edat moderna, quedant atrapat al cos de la reina Cheorin a l'era Joseon. Es va emetre a tvN tots els dissabtes i diumenges a les 21:00 (KST) del 12 de desembre de 2020 al 14 de febrer de 2021.